# Demi Vollering
Demi Vollering (Pijnacker, 15 novembre 1996) è una ciclista su strada olandese che corre per il team FDJ-Suez.
Attiva tra le Elite dal 2019, in carriera nei grandi Giri ha vinto due edizioni della Vuelta a España (nel 2024 e nel 2025) e una del Tour de France (nel 2023), mentre tra le classiche più importanti annovera due Strade Bianche (nel 2023 e 2025), un'Amstel Gold Race (nel 2023), una Freccia Vallone (nel 2023) e due Liegi-Bastogne-Liegi (nel 2021 e 2023), oltre ad aver anche conquistato due medaglie ai campionati del mondo e la classifica generale del World Tour 2023.

## Palmarès
- 2019 (Parkhotel Valkenburg, due vittorie)

Prologo Festival Elsy Jacobs (Kahler > Garnich, cronometro)
Giro dell'Emilia
- 2021 (Team SD Worx, quattro vittorie)

Liegi-Bastogne-Liegi
La Course by Le Tour de France
3ª tappa The Women's Tour (Atherstone > Atherstone, cronometro)
Classifica generale The Women's Tour
- 2022 (Team SD Worx, sei vittorie)

Freccia del Brabante
1ª tappa Giro dei Paesi Baschi (Vitoria-Gasteiz > Labastida)
2ª tappa Giro dei Paesi Baschi (Mallabia > Mallabia)
3ª tappa Giro dei Paesi Baschi (San Sebastián > San Sebastián)
Classifica generale Giro dei Paesi Baschi
4ª tappa Vuelta a Burgos (Covarrubias > Lagunas de Neila)
- 2023 (Team SD Worx, diciassette vittorie)

Strade Bianche
Dwars door Vlaanderen
Amstel Gold Race
Freccia Vallone
Liegi-Bastogne-Liegi
5ª tappa La Vuelta Femenina (La Cabrera > Mirador de Peñas Llanas/Riaza)
7ª tappa La Vuelta Femenina (Pola de Siero > Lagos de Covadonga)
1ª tappa Giro dei Paesi Baschi (Etxebarria > Markina-Xemein)
2ª tappa Giro dei Paesi Baschi (Vitoria-Gasteiz > Amurrio)
2ª tappa Vuelta a Burgos (Sotresgudo > Lerma)
4ª tappa Vuelta a Burgos (Tordómar > Lagunas de Neila)
Classifica generale Vuelta a Burgos
Campionati olandesi, Prova in linea
7ª tappa Tour de France  (Lannemezan > Col du Tourmalet)
Classifica generale Tour de France
2ª tappa Giro di Romandia (Romont > Torgon)
Classifica generale Giro di Romandia
- 2024 (Team SD Worx-Protime, quindici vittorie)

5ª tappa La Vuelta Femenina (Huesca > Jaca)
8ª tappa La Vuelta Femenina (Distrito Telefónica > Valdesquí)
Classifica generale La Vuelta Femenina
3ª tappa Giro dei Paesi Baschi (San Sebastián > San Sebastián)
Classifica generale Giro dei Paesi Baschi
2ª tappa Vuelta a Burgos (Briviesca > Alto de Rosales)
4ª tappa Vuelta a Burgos (Peñaranda de Duero > Canicosa de la Sierra)
Classifica generale Vuelta a Burgos
1ª tappa Giro di Svizzera (Villars-sur-Ollon > Villars-sur-Ollon)
2ª tappa Giro di Svizzera (Aigle > Villars-sur-Ollon, cronometro)
4ª tappa Giro di Svizzera (Champagne > Champagne)
Classifica generale Giro di Svizzera
3ª tappa Tour de France (Rotterdam > Rotterdam, cronometro)
8ª tappa Tour de France (Le Grand-Bornand > Alpe d'Huez)
2ª tappa Giro di Romandia (Chippis > Vercorin)
- 2025 (FDJ-Suez, otto vittorie)

1ª tappa Setmana Ciclista Valenciana (Alzira > Gandia)
Classifica generale Setmana Ciclista Valenciana
Strade Bianche
5ª tappa La Vuelta Femenina (Golmayo > Lagunas de Neila)
7ª tappa La Vuelta Femenina (La Robla > Alto de Cotobello)
Classifica generale La Vuelta Femenina
3ª tappa Giro dei Paesi Baschi (San Sebastián > San Sebastián)
Classifica generale Giro dei Paesi Baschi

### Altri successi
- 2019 (Parkhotel Valkenburg)

Volta NXT Classic
- 2022 (Team SD Worx)

Classifica a punti Giro dei Paesi Baschi
Classifica scalatrici Vuelta a Burgos
Classifica scalatrici Tour de France
- 2023 (Team SD Worx)

Classifica scalatrici Giro dei Paesi Baschi
Classifica scalatrici Vuelta a Burgos
Classifica generale UCI World Tour
- 2024 (Team SD Worx-Protime)

Classifica scalatrici La Vuelta Femenina
Classifica a punti Giro dei Paesi Baschi
Classifica scalatrici Giro dei Paesi Baschi
Classifica a punti Vuelta a Burgos
Classifica scalatrici Vuelta a Burgos
Classifica a punti Giro di Svizzera
Premio della Combattività Tour de France
- 2025 (FDJ-Suez)

Classifica scalatrici La Vuelta Femenina
Classifica scalatrici Giro dei Paesi Baschi

## Piazzamenti

### Grandi Giri
- Giro d'Italia

2019: 13ª
2021: 3ª
- Tour de France

2022: 2ª
2023: vincitrice
2024: 2ª
2025: 2ª
- Vuelta a España

2023: 2ª
2024: vincitrice
2025: vincitrice

### Competizioni mondiali
- Campionati del mondo

Yorkshire 2019 - In linea Elite: 56ª
Imola 2020 - In linea Elite: 35ª
Fiandre 2021 - In linea Elite: 7ª
Wollongong 2022 - In linea Elite: non partita
Glasgow 2023 - Cronometro Elite: 6ª
Glasgow 2023 - In linea Elite: 2ª
Zurigo 2024 - Cronometro Elite: 2ª
Zurigo 2024 - In linea Elite: 5ª
- UCI World Tour

2019: 14ª
2020: 8ª
2021: 2ª
2022: 3ª
2023: vincitrice
2024: 2ª
- Giochi olimpici

Tokyo 2020 - In linea: 25ª
Parigi 2024 - Cronometro: 5ª
Parigi 2024 - In linea: 34ª
- Campionati del mondo gravel

Veneto 2023 - Elite: 3ª

### Competizioni continentali
- Campionati europei

Alkmaar 2019 - In linea Elite: 33ª
Plouay 2020 - In linea Elite: 19ª
Trento 2021 - Staffetta mista: 3ª
Trento 2021 - In linea Elite: 5ª
Drenthe 2023 - In linea Elite: 10ª

## Riconoscimenti
Vélo d'Or nel 2023
Ciclista olandese dell'anno nel 2023